# 人手不足
人手不足（ひとでぶそく）とは企業経営において発生する問題で、これは企業が業務を行う上で必要とされる人材（特に若年労働者やブルーカラー・技術者）が集まらず、思うように業務が行えていないような状態のことを言う。

## 日本
近年の日本において、一部の企業や業種で人手不足が起こっており、企業全体の業務に支障をきたしている。
このような人手不足が発生している原因としては、結婚や出産の忌避による少子化や、中学生や高校生（中卒・高卒者）の就職率が著しく低下したことで若年労働者が減少していること加え、大企業病などといった問題の広がりとともに、労働者にサービス残業（長時間労働）や過酷な業務を押し付ける事例が増えてきていることが挙げられる。
人手不足というのはアルバイトを募集する際に多く発生しているが、正社員の雇用においても発生してきており、特に重量物の運搬を伴い、または年中無休で稼働する運送業（特に引越しの業者）、製造業、（土木・建設作業）といったブルーカラー全般で顕著になっている。
アルバイトの募集を行っていても集まらない企業というのは、その求人の案内において表記されている時給の金額が時間が経つにつれて徐々に上がってきている場合があるが、単に時給を上げるだけでは根本的な人手不足の解消にはならず、アルバイトが集まらない企業においては、人員不足を理由に閉店または縮小するまでになっている。数多くのチェーン店を持つ外食企業やコンビニでは、人手不足のために100件程の店舗を閉店、または24時間営業を中止したところも存在する。
2023年に入りコロナ禍が明け始め、企業活動が活発になってきたと同時に人手不足が深刻化しており、倒産件数は前年に比べ159.3%と激増し、この数値は最も多かった2019年の件数を大幅に上回るペースである。内訳は求人難、人件費高騰、従業員の退職の順に多い理由であった。